# Mateo Flecha mladší
Mateo Flecha mladší, španělsky Mateo Flecha el Joven, katalánsky Mateu Fletxa el Jove (asi1530, Prades, Baix Camp, - 20. února 1604 Sant Pere de la Portella, Berguedà)  byl katalánský karmelitánský mnich, hudební skladatel a synovec Mateo Flechy staršího.

## Život

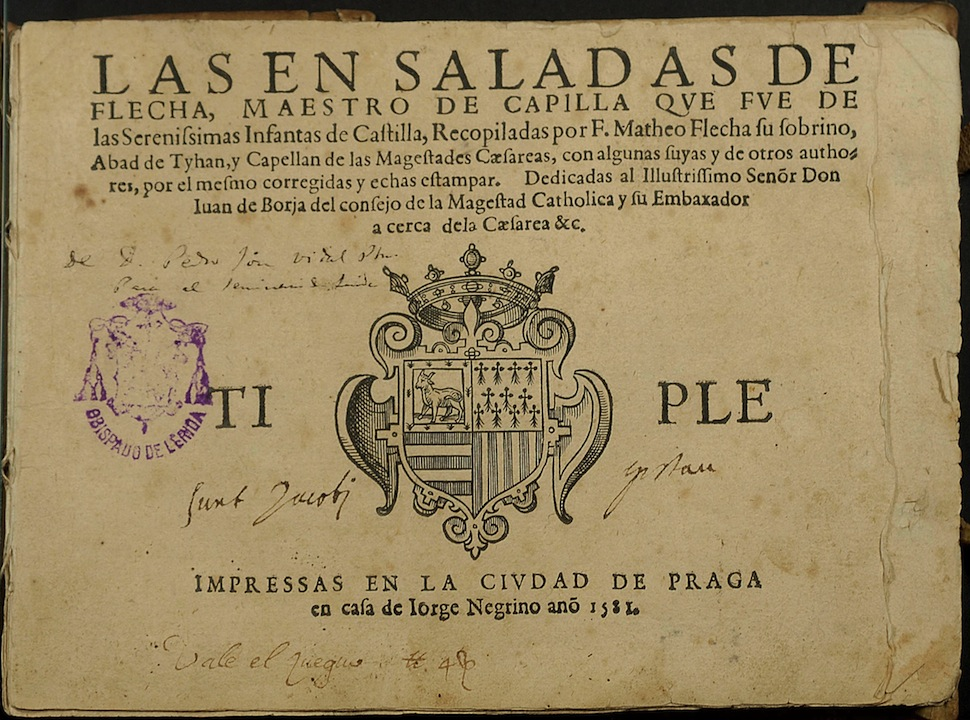
Titulní strana Las Ensaladas de Flecha, Praga, 1581

Vstoupil do karmelitánského řádu ve Valencii. Nějaký čas pobýval v v Itálii. V roce 1564 byl kaplanem Marie, manželky císaře Maximiliána II., a později byl zpěvákem císařské kaple. Když Maximilián zemřel, císař Rudolf II. jej jmenoval opatem z Tihany (Plattensee, Maďarsko). V letech 1570, 1581 a 1586 cestoval po Španělsku, aby získal zpěváky pro císařskou kapli. V roce 1599 jej Filip III. Španělský jmenoval opatem kláštera Portella, kde zůstal až do stáří.

## Dílo
Jeho hlavní díla byla publikována v Benátkách a v Praze, městě, které několikrát navštívil. V Benátkách vydal Il 1° libro de madrigali a 4 et 5 (1568, První kniha madrigalů pro 4 a 5 hlasů), sbírka 31 madrigalů. V Praze vytiskl v roce 1581 tři polyfonní hudební knihy: Libro de música de punto, ve čtyřech svazcích, ale ztracené, Divinarum completarum psalmi, neúplné a Las Ensaladas de Flecha, věnované Giovannimu Borgiovi. Tato poslední sbírka obsahuje osm ensaladas, které složil jeho strýc, Mateo Flecha starší, tři vlastní díla a po jedné od Bartomeu Càrcerese a Xacóna. V roce 1593 vydal v Praze básnickou knihu o smrti Alžběty Rrakouské, francouzské královny. Dvě jeho pozoruhodná díla, se zachovala v rukopisné podobě, jsou to Harmonia a 5 pro pět strunných nástrojů a Miserere pro 4 hlasy.